# Ludwig Schwerin

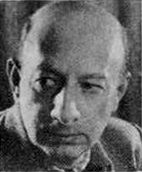
Ludwig Schwerin

Ludwig Schwerin (hebräisch לודוויג שוורין; * 10. Juli 1897 in Buchen (Odenwald); † 2. Juli 1983 in Ramat Gan, Israel) war ein deutsch-israelischer Maler, Grafiker und Buchillustrator.

## Leben
Er studierte an der Kunstakademie Karlsruhe und arbeitete anschließend in München und Berlin. 1938 floh er aus Deutschland über die Schweiz nach Palästina.
Schwerin malte in erster Linie Porträts (z. B. Stefan Zweig) und Landschaften. Zudem illustrierte er viele Bücher, oft mit Landschaftsskizzen und galt als einer der bedeutendsten israelischen Maler in der zweiten Hälfte des 20. Jahrhunderts.
In seiner Geburtsstadt Buchen ist die Ludwig-Schwerin-Straße nach ihm benannt.

## Werke (Auswahl)

Der Rabbi von Bacherach (1937)

### Gemälde
- 1931: Portrait of Stefan Zweig, Fredonia College
- 1949: The Watchtower of Negbah, Fine Arts Museum of San Francisco
- 1949: On the Road to Jerusalem, Fine Arts Museum of San Francisco
- 1962: The Quarry, Art Gallery Haifa

### Buchillustrationen
- 1924: Ludwig Tieck, Pietro von Abano oder Petrus Apone : eine Zaubergeschichte
- 1924: Joseph von Eichendorff, Die Entführung. Eine Novelle
- 1930: Sophie Kloerss, Die silberne Orgel – eine Geschichte von der Insel Sylt. Thienemann, Stuttgart 1930
- 1937: Das Buch Tobias : eine Erzählung in Bildern ; 25 Federzeichnungen zum Text der Bibel, Berlin : Jüd. Buchvereinigung
- 1937: Heinrich Heine, Der Rabbi von Bacherach. Ein Fragment. (Bücherei des Schocken Verlags Nr. 80)
- 1957: David Shimoni, Idylls
- 1962: Gerardo Nassay, Tiberias Sketchbook